# 托卡列夫島
托卡列夫島（Tokarev Island），是南極洲的島嶼，位於戈列夫島以西0.2公里，由澳大拉西亞探險隊發現和繪入地圖，以蘇聯探險隊生物學家命名，現時由南極條約體系管理。
66°32′S 92°59′E / 66.533°S 92.983°E